# Carl Moritz Wenzel von Dobschütz

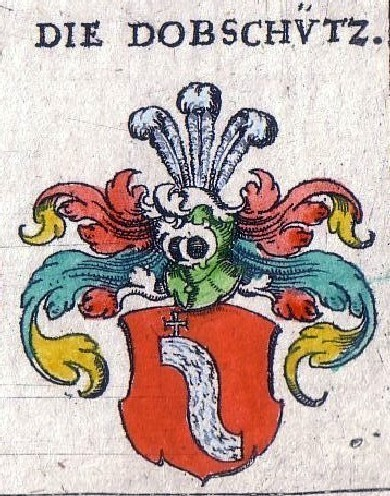
Das Wappen der Familie von Dobschütz (Weigel’sches Wappenbuch von 1734, handkoloriert)

Carl Moritz Wenzel von Dobschütz (* 8. Oktober 1726 in Rosen, Kreis Brieg; † 20. März 1807 in Oels) war ein preußischer Generalmajor und Herr auf Gut Simmelwitz, Kreis Namslau, das er 1785 verkauft hatte, weshalb er seinen Ruhestand ab 1791 in Oels verlebte.

## Familie
Von Dobschütz war der Sohn des kurfürstlich sächsischen Stallmeisters in Dresden Carl Friedrich von Dobschütz, Herr auf Gut Damnig sowie Erbherr auf Leschna und Wachow, alle Kreis Rosenberg, und der Maria Helena von Zedlitz aus dem Hause Laasan-Faulbrück.
Er heiratete am 12. Oktober 1773 in Oels, Charlotte Juliane Margarethe von Gruttschreiber (* 8. Oktober 1747 auf Gut Pästelwitz, Kreis Oels; † 11. Februar 1803 in Oels), die Tochter des Regierungspräsidenten des Herzogtums Oels und Konsistorialpräsidenten Carl Ferdinand von Gruttschreiber. Das Ehepaar hatte zwei Töchter und vier Söhne.
Der zweitgeborene Sohn, der preußische Oberstleutnant Adolph Wenzel Moritz von Dobschütz (1776–1832), diente während der Befreiungskriege als Stabskapitän und Kompaniechef unter seinem Verwandten, dem preußischen General der Kavallerie Leopold Wilhelm von Dobschütz (1763–1836), dem „Befreier Wittenbergs“.
Sein Enkel Moritz Julius von Dobschütz (1831–1913) wanderte 1856 in die USA aus, ab 1858 in Belleville (Illinois), und war der Stammvater einer in fünfter Generation in den USA lebenden Familie „Dobschutz“.

## Militärischer Werdegang

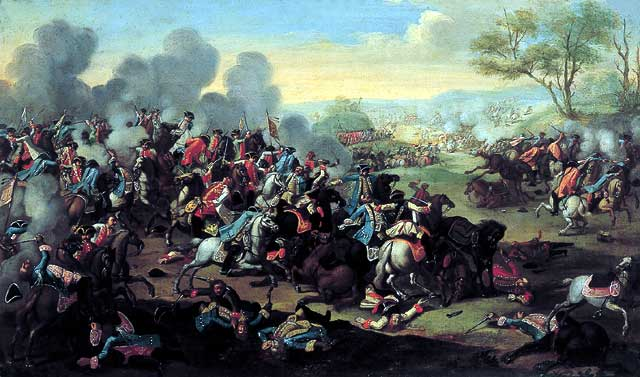
Schlacht von Kolin am 18. Juni 1757; unbekannter Maler

- 1742: Gefreiterkorporal im Infanterieregiment „von Hautcharmoy“
- 1744/45: Teilnahme am Zweiten Schlesischen Krieg mit Schlacht gegen die Österreicher bei Hohenfriedberg und der Belagerung der Festung Cosel
- 1747: Fähnrich am 7. September
- 1752: Sekondeleutnant am 26. Oktober
- 1756/63: Teilnahme am Dritten Schlesischen Krieg mit Schlachten bei Prag, Kolin, Leuthen und Torgau
- 1758: Premierleutnant am 10. Mai
- 1765: Stabskapitän im Infanterieregiment „von Thile“ am 30. Oktober
- 1773: Kapitän und Kompaniechef im Infanterieregiment „von Zaremba“
- 1778: Major am 6. Februar
- 1778/79: Teilnahme am Bayerischen Erbfolgekrieg.
- 1784: Kommandeur des Grenadierbataillons „von Ellert“
- 1785: Bataillonskommandeur im Infanterieregiment „Prinz Heinrich“
- 1787: Oberstleutnant am 26. Mai
- 1789: Oberst am 28. Mai
- 1791: Verabschiedung als Generalmajor mit einer Pension von 600 Reichstalern am 30. März

Im August 1791 bat Dobschütz um die Erhöhung seiner Pension, da es ihm unmöglich sei, seine Familie zu ernähren und besonders seinen noch vier „unerzogenen“ Kindern eine angemessene Ausbildung zu geben, doch wurde dieses Ersuchen von der General-Invaliden-Versorgungs-Kommission umgehend abgelehnt.
Dobschütz starb am 20. März 1807 an Altersschwäche und wurde am 24. März neben seiner bereits 1803 verstorbenen Ehefrau in der Familiengruft in der herzoglichen Schlosskirche zu Oels beigesetzt.